# Karlo Matković
Karlo Matković (Livno, Bosnia y Herzegovina, 30 de marzo de 2001) es un jugador de baloncesto bosnio, con pasaporte croata, que pertenece a la plantilla de los New Orleans Pelicans de la NBA. Con 2,08 metros de estatura, juega en la posición de ala-pívot.

## Trayectoria deportiva

### Inicios
En 2017 participó en el prestigioso partido Jordan Brand Classic. En agosto de 2018, participó en el torneo Basketball Without Borders Europa en Belgrado, Serbia, en representación de Bosnia y Herzegovina.

### Profesional
Tras pasar por las categorías inferiores del KK Cedevita, en la temporada 2018-19 es ascendido a la primera plantilla, firmando en abril su primer contrato como profesional. En nueve partidos promedió 4,0 puntos y 2,0 rebotes. En septiembre de 2019 fue cedido al OKK Belgrado de la liga serbia. Jugando como titular, promedió 5,7 puntos y 3,3 rebotes por partido.
En agosto de 2020 fue cedido al Mega Soccerbet para la temporada ABA 2020-21. Promedió 6,0 puntos y 3,3 rebotes por partido.
Fue elegido en la quincuagésimo segunda posición del Draft de la NBA de 2022 por los New Orleans Pelicans. Tras disputar las ligas de verano de la NBA, el 23 de julio se incorporó a la plantilla del KK Cedevita Olimpija.
En el verano de 2023 volvió a jugar con los New Orleans Pelicans en la Summer League disputando 4 de 5 partidos en los que jugó 20,2 minutos, anotó 7 puntos, capturó 4,2 rebotes, dio 1 asistencia e hizo 2,2 tapones por partido.
En febrero de 2024 firma con los Birmingham Squadron de la G League. Disputa 10 encuentros hasta final de temporada en los que promedia 17,3 puntos y 8 rebotes.
En julio de 2024 firma contrato con New Orleans Pelicans por tres temporadas y $4,9 millones. Hizo su debut en la NBA el 23 de octubre, en una victoria por 123–111 sobre los Chicago Bulls.

### Selección nacional
En septiembre de 2022 disputó con el combinado absoluto croata el EuroBasket 2022, finalizando en decimoprimera posición.

## Estadísticas de su carrera en la NBA

### Temporada regular
| Año     | Equipo      | PJ | PT | MPP  | %TC  | %3P  | %TL  | RPP | APP | ROB | TPP | PPP |
| ------- | ----------- | -- | -- | ---- | ---- | ---- | ---- | --- | --- | --- | --- | --- |
| 2024-25 | New Orleans | 42 | 7  | 18.8 | .574 | .318 | .773 | 5.0 | 1.1 | .5  | 1.0 | 7.7 |
| Total   | Total       | 42 | 7  | 18.8 | .574 | .318 | .773 | 5.0 | 1.1 | .5  | 1.0 | 7.7 |